# 俞可弘
俞可弘（？—？），號静涵，浙江杭州府临安县人。

## 生平
崇祯六年（1633年）癸酉科浙江乡试举人，次年（1634年）中會試，未殿試，崇禎十三年（1640年）補殿試，中庚辰科進士，刑部观政。